# モホーク川
モホーク川（モホークがわ、英語: Mohawk River）は、アメリカ合衆国ニューヨーク州を流れる全長149マイル（約240 km）の川である。ハドソン川の最大の支流である。モホーク川がハドソン川にそそぐ地点は、オールバニの数マイル北の州都地区にある。川の名前はイロコイ連邦のモホーク族にちなむ。北部-中央部ニューヨーク州における主要な水路となっている。

## 流路
ルイス郡の水源からモホーク川は流れだし、おおむね東へモホーク谷を流れ、ローム、ユーティカ、リトルフォールズ、カナジョーハリー、アムステルダム、スケネクタディを流れて、オルバニーのすぐ北のコーホーズにおいてハドソン川に流れ込む。

## 川の改良
この川とそれに伴うエリー運河（20世紀の大半の期間、ニューヨークステートバージ運河と呼ばれていたニューヨーク州運河システム）は、ハドソン川およびニューヨーク港を五大湖のバッファローまで連絡している。モホーク川下流には、5つの恒久的なダム、9つの可動堰、5つの水力発電所がある 。
スコーハリークリークとウェストカナダクリークがモホーク川のおもな支流である。これらの支流にはいくつかの重要なダムがあり、たとえばウェストカナダクリークのヒンクリーダム、スコーハリークリーク上流のギルボアダムなどがある。ニューヨーク市への給水システムの一環として1926年に完成したギルボアダムは、大規模な更新計画を実施することになっている。

## 歴史
モホーク川は南のアルゲイニー台地、北のアディロンダック山地の間、キャッツキル山地の中を抜けてアパラチア山脈を越える、西への輸送や移民の交通路として長らく重要であった。この谷の北や南の山を越えていくよりも、モホーク谷を通り抜ける方が楽な交通路であった。この結果、フレンチ・インディアン戦争やアメリカ独立戦争では戦略的に重要な場所となり、ここで数多くの重要な戦いが繰り広げられた。また肥沃なモホーク谷は初期に多くの移民者を惹きつけた。
19世紀初頭には、水運が旅客と貨物を運ぶために重要な交通手段であった。モホーク川から分かれてエリー湖まで、エリー運河を建設するための会社が設立された。運河はエリー湖までの輸送費用を95パーセント削減した。これにより、西への移民の手間も軽減された。
モホーク谷は依然として交通において重要な役割を果たしている。鉄道はウォーターレベルルートを通っており、また重要な東西方向の道路であるニューヨーク州道5号や州間高速道路90号線なども通っている。
モホーク川の自然や歴史の遺産を保存し広めるため、モホーク川歴史回廊委員会が設立された。委員会は1997年のニューヨーク州法により、川沿いの史跡保存のために設立されたものである。

### 流域管理
歴史的にモホーク川流域は、隣接する多くの流域にみられるような流域管理を欠いていた。2010年にニューヨーク州環境保護省はモホーク川流域アクション計画を発表し、これが流域管理の最初の枠組みとなった。この計画では、エコシステムの健全度を改善し、地域の存続可能性を高めるために、モホーク川流域の5つの優先ゴールが設定されている。アクション計画では流域管理に対してエコシステムベースのアプローチを提唱しており、ニューヨーク州環境保護省が流域における多くの利害関係者と協力しながら一般からの意見も受けて作成した。

## 氾濫と排水
モホーク川には、17世紀の入植時にまで遡る比較的に長い洪水の記録がある。モホーク川の平均流量は、年間1830億立方フィート（約5.2立方キロメートル）である。多くの水が春の雪融けに伴って流域を急速に流れて支流から本川へと流れ込む。1日の平均流量が最大になるのは3月末から4月初めにかけてである。1917年から2000年の期間で見ると、ハドソン川への合流点近くのコーホーズで測定した1日平均の最大流量は1秒あたり1万8000立方フィートであった。これに対して最低流量は1秒当たり1400立方フィートで、8月末である。長い期間に渡る洪水の記録が残されている。
モホーク川とその支流は通常冬には凍結するので、春になって融けると川の本流に沿って氷が流れてきて詰まることがよくある。この春の氷の融ける時期は典型的には3月末頃であるが、これより前にも後にも洪水が起きたことがある。氷が流れてくることにより、川岸や氾濫原にある構造物にかなりの被害を与えることがある。モホーク川本流において記録されているもっとも大きな洪水は、1914年3月27日から28日にかけておきた春の融解によるものであった。この洪水では、氷が融けたことによるものであったため、膨大な量の氷が流れてきてインフラストラクチャーに大変な被害をもたらした。こうした流氷の現象で重要なものは、おおむね1年おきに発生する。
モホーク川において大きな洪水の1つとして、2006年のアメリカ中部大西洋地区における洪水に際して、2006年6月26日から29日にかけておきたものがある。洪水は、停滞した前線が50から330 mmの雨をニューヨーク州中央部にもたらしたことで発生したもので、モホーク川、デラウェア川、サスケハナ川の流域の広範囲に洪水をもたらした。州全体で2億2700万ドル以上の被害をもたらし、4人が死亡した。モホーク川流域上部では急激な洪水であった。
モホーク川はまた、2011年8月21日から9月5日までの間にも、ハリケーン・アイリーンと熱帯低気圧リーの影響を受けた集中豪雨により大きな洪水を起こした。モホークバージ運河の閘門は、特にニューヨーク州ウォーターフォードやロッテルダムジャンクションの近くで大きな被害を受けた。

## 地質史

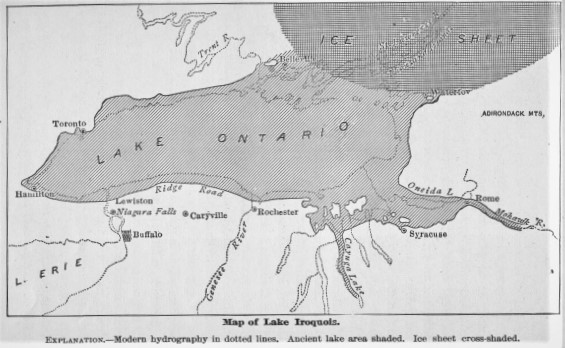
ローレンタイド氷床は後退しつつもイロコイ氷河湖の流出を妨げた。（現在とは異なり）セントローレンス川ではなくモホーク川から流れ下っていた。

モホーク川の流域は、キャッツキル山地、モホーク谷、そしてアディロンダック山地の南部の区間を流れる。これら3か所の地区はそれぞれ特徴的な岩盤地質を持っており、下部にある岩盤は南へ行くにつれて新しいものになっている。全体として、ニューヨーク州のこの部分は下部古生代の堆積岩が不整合にグレンビル造山運動（原生代、この地域では11億年ほど前）の時期のアディロンダックの変成岩の上を覆っている構造で代表されている。流域では、これらの岩はウェストカナダクリークの源流行きでのみ顕著である。モホーク川の主流のほとんどは、カンブリア紀からオルドビス紀の炭酸塩（石灰石）と中期オルドビス紀の砂岩および頁岩の上を流れている。南側の支流（キャッツキル山地）は、デボン紀の薄い石灰岩の層の上に薄いキャッツキル層（同じくデボン紀）の薄い砂岩と頁岩の層が載っている。更新世（180万年前から1万年前まで）の期間、流域は大陸氷河により大きく変えられた。氷河により削り取られ、堆積していったことにより、流域の大半において地表の堆積物は不完全に層をなした礫と泥に富んだ氷礫土となっている。氷河が後退して行った時期には、いくつかの氷河湖があり、それにより年層をなした泥の堆積物が残された。およそ13350年前の最後の氷河後退期に、イロコイ氷河湖が後にモホーク谷となる地域を流れて破滅的に流れ出した。この地質史における最終段階において、流れ出す大量の水によりリトルフォールズのポットホールなど深い浸食が形成され、また砂や砂利の大量の堆積がもたらされて、この地域における、グレート・フラッツ帯水層として知られる地下水の源ともなっている。